# School of Hard Knocks
School of Hard Knocks è il sesto album in studio del gruppo musicale statunitense Pat Travers Band, pubblicato nel 1990 dalla Episode Records.

## Tracce
1. The Fight Goes On
2. If You Want Love
3. Purple Jazz
4. Whatcha Gonna Do Without Me
5. Via Veneto
6. Chevrolet
7. Daddy Long Legs – 3:30
8. School of Hard Knocks
9. Help Me
10. All Or Nothing
11. Misty Morning
12. Guitars Form Hell

## Formazione
- Pat Travers – voce, chitarra
- Jerry Riggs – chitarra
- Barry Dunaway - basso
- Pat Marchino – batteria